# Djurgårdens IF Fotboll 1908
Djurgårdens IF Fotboll, spelade i Stockholmsserien, klass 1 1908. DIF slutade på en 4:e plats i serien. Man förlorade finalen mot Örgryte IS med 3-0 på Idrottsplatsen i Göteborg inför 3000 åskådare.